# Dagbog fra en fristad
Dagbog fra en fristad er en dansk dokumentarfilm fra 1976 af Poul Martinsen, som handler om fristaden Christiania.
Filmen ændrede den danske befolknings og folketingsflertallets holdning til Christiania. I filmen tager en almindelig dansk familie fra Hedehusene ind og bor på fristaden, her ser familien, og danskerne som senere ser dokumentaren på tv, hvordan christianitternes hverdag foregår.